# Heppes Aladár
Vitéz nemes belényesi Heppes Aladár alezredes (Arad, 1904. november 20. – Ridgefield, Connecticut (Amerikai Egyesült Államok), 1988. augusztus 15.) magyar vadászpilóta. A „Pumák” parancsnoka.

## A kezdetek
Édesapja, belényesi Heppes Aladár (1874–1915), Arad vármegye másodfőjegyzője, a magyar királyi 2.dik népfelkelő huszárezred főhadnagya. anyja, Hormuth Jozefa asszony volt. Atyja 1915-ben hősi halált halt az orosz fronton, ezért Aladár és bátyja, Miklós hadiárvaként katonaiskolába került. Középiskolai tanulmányait kitűnő eredménnyel végezte el, és ennek köszönhetően felvették a Ludovika Akadémiára. 1928. augusztus 20-án  évfolyamelsőként avatták tüzér főhadnaggyá.

## A légierő kötelékében
1928-ban átkérte magát a titkos légierőhöz, ahol a bátyja is szolgált. 1929-ben elvégezte a repülőgép-vezető kiképzést, és megkapta az Arany Sast. 1931-ben a kaposvári 3. Légifényképező Alcsoport (közelfelderítő század) első tisztje. Megnősült, házasságából két gyermek született.
Szombathelyen képezték ki vadászrepülőgépre 1935-ben. A rejtett légierő időszakában Székesfehérváron hozták létre az úgynevezett időjelző alcsoportot, amit később Veszprémbe telepítettek át. Ez az egység valójában egy vadászrepülő század volt Fiat CR.32-esekkel felszerelve. A század elsőtisztje Heppes Aladár volt. Ekkoriban tervezte meg az üvöltő pumafejet, amely napjainkig legendás hírnévvel bír. 1938-ban előléptették századossá, és kinevezték az 1/3., majd később 2/2. hadrendi számú Puma század parancsnokává. 1941-ben a Budapest védelmére szervezett 5/I. vadászosztály parancsnoka lett.
1942 decemberében osztályával a keleti frontra vezényelték. 1943. január 12-én megindult a szovjet ellentámadás. A magyar csapatoknak – köztük a repülőknek is – hátrálniuk kellett. Az Ilovszkojére áttelepült magyar erőket bekerítették. Az első kitörési kísérlet során a bekerítés parancsnoka, vitéz Csukás Kálmán vk. alezredes hősi halált halt. A parancsnokságot Heppes Aladár vette át. A bekerítésből végül, nagy veszteségek árán, némi német segítséggel sikerült kitörni. A keleti fronton 24 bevetést repült. Az elsőt Reggiane Re 2000-rel, a többit Bf 109-cel. A Messzerrel 4 légi győzelmet aratott 1943 őszi hazavezényléséig. 
1944 elején a tapolcai vadász harckiképző repülőosztály parancsnoka volt.
1944 tavaszán az USAAF többször támadta hazánkat nagyszámú bombázó kötelékekkel. Az Országos Légvédelmi Parancsnokság ennek hatására úgy döntött, hogy a hatékonyabb fellépés érdekében egy egységes vadászrepülő ezredet kell létrehozni. A cél az volt, hogy minél több vadászt lehessen egyidejűleg a bombázókötelékek és kísérőik ellen bevetni.
1944. május 1-jén alakult meg a Magyar Királyi Honvéd Légierő 101. Puma vadászrepülő osztálya – a tervezett 101. vadászrepülő ezred első egysége. Ekkor tűnt fel harmadszorra az üvöltő vörös pumafej valamely magyar vadászegység harci gépein. Heppes Aladárt április 6-án a légierő parancsnokságára rendelték, és kinevezték az osztály parancsnokává. A megalakulástól kezdve mindaddig, amíg le nem tiltották a bevetésekről (szeptember 30.), amikor tehette, ő vezette az egységét. 9 bevetés alatt 4 légi győzelmet ért el az amerikai négymotorosokkal szemben. A keleti fronton és a honi légvédelemben összesen 33 bevetést repült, ezalatt 8 légi győzelmet aratott. 1944 végén az osztályt ezreddé bővítették, a parancsnok – természetesen – Heppes Aladár lett. 1945. február 1-jén alezredessé nevezték ki. 1945. május 5-én katonáival együtt adta meg magát az amerikai erőknek.

## Légi győzelmei
| Sorszám | Dátum              | Ellenséges repülőgép |
| ------- | ------------------ | -------------------- |
| 1.      | 1943. május 30.    | Jak–1                |
| 2.      | 1943. május 30.    | Jak–1                |
| 3.      | 1943. július 6.    | Il–2                 |
| 4.      | 1943. augusztus 3. | Jak–1                |
| 5.      | 1944. június 26.   | B–24                 |
| 6.      | 1944. június 26.   | B–24                 |
| 7.      | 1944. július 2.    | B–24                 |
| 8.      | 1944. július 7.    | B–24                 |

## A háború után
A háború után nem jöhetett haza. Először Ausztriában, majd 1951-től az USA-ban élt. Az első időszak nagyon nehéz volt, minden munkát el kellett vállalnia, de idővel rendezte dolgait. Mivel személye miatt családját itthon állandóan zaklatták, felesége elvált tőle (sok esély úgysem volt arra, hogy még egyszer találkozzanak életükben). Ezért a 60-as években újranősülhetett. 
1988. augusztus 15-én, Nagyboldogasszony, a repülők védőszentjének napján zárta le szemeit örökre.

## Emlékezete

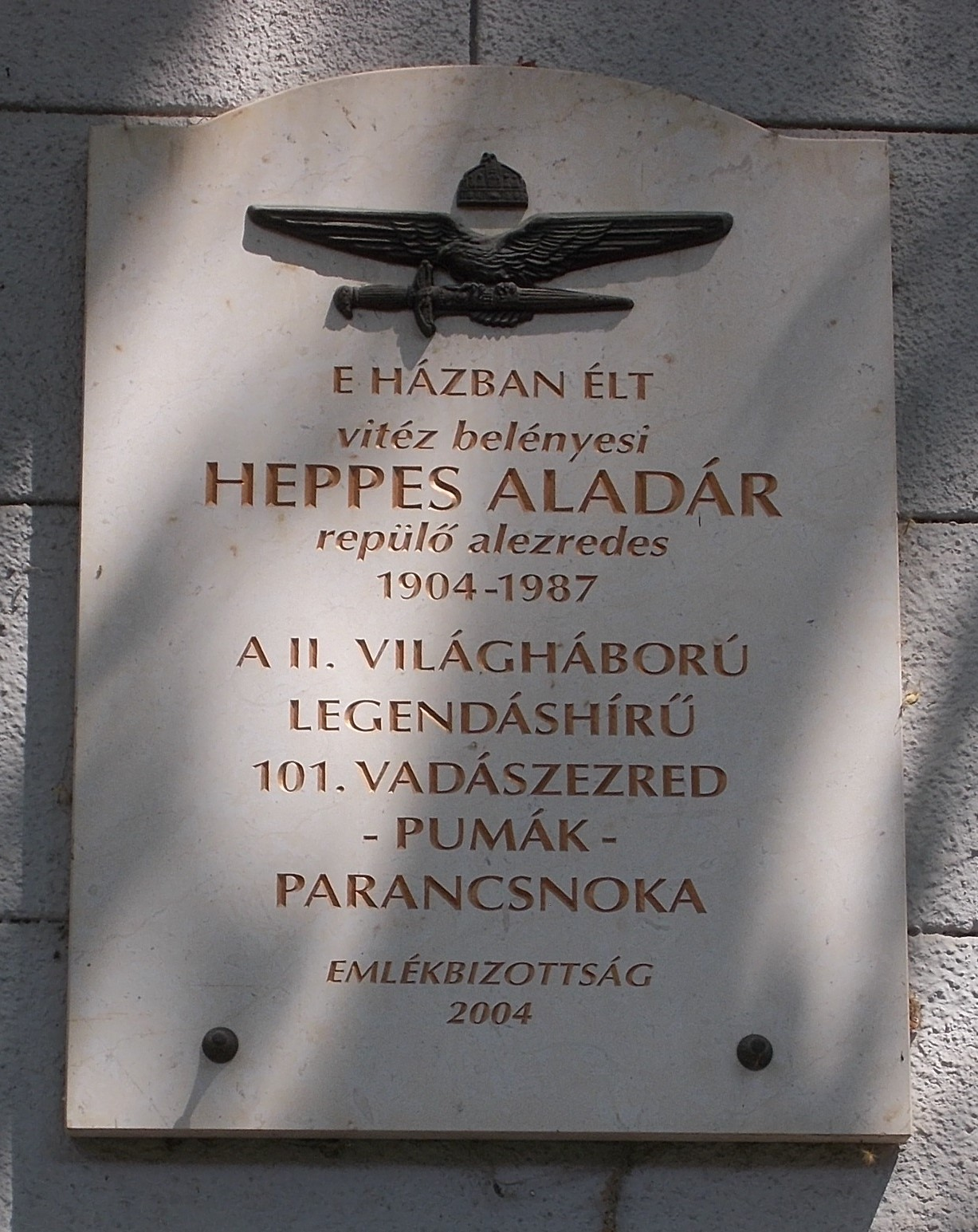
Emléktáblája Kaposvárott

2004-ben Kaposváron a Bajcsy-Zsilinszky utca 19-es számú házon, ahol Heppes Aladár lakott, emléktáblát avattak emlékére. A táblán halálozási éveként 1988 helyett tévesen 1987 szerepel.